# Taça de Portugal 1947-1948
La Taça de Portugal 1947-1948 fu la 9ª edizione della Coppa di Portogallo. La squadra vincitrice fu lo Sporting Lisbona che sconfisse in finale i concittadini del Belenenses e si laureò campione per la terza volta consecutiva (quarta in totale).
A partire da questa edizione la competizione non fu più legata ai campionati regionali ma al campionato nazionale.

## Squadre partecipanti
In questa edizione erano presenti tutte le 14 squadre di Primeira Divisão, 14 squadre di Segunda Divisão e il Marítimo come campione di Madera.

### Primeira Divisão

#### 14 squadre
| - Académica - Atlético CP - Belenenses - Benfica - Boavista | - Braga - Estoril Praia - Lusitano VRSA - O Elvas - Olhanense | - Porto - Sporting Lisbona - Vitória Guimarães - Vitória Setúbal |

### Segunda Divisão

#### 14 squadre
| - Académico de Viseu - Barreirense - Cova da Piedade - Covilhã - CUF Barreiro | - Famalicão - Farense - Leixões - Leões Santarém - Luso Beja | - Oliveirense - Portimonense - Torreense - União de Coimbra |

### Altra partecipante
- Marítimo

## Primo turno
|                  | Risultato |                    |
| ---------------- | --------- | ------------------ |
| Sporting Lisbona | 5 - 1     | Vitória Guimarães  |
| Braga            | 3 - 2     | Leões Santarém     |
| Portimonense     | 4 - 1     | Luso Beja          |
| Oliveirense      | 3 - 1     | Famalicão          |
| Porto            | 9 - 0     | União de Coimbra   |
| Estoril Praia    | 1 - 0     | Lusitano VRSA      |
| O Elvas          | 13 - 0    | Farense            |
| CUF Barreiro     | 4 - 2     | Académico de Viseu |
| Cova da Piedade  | 0 - 0     | Torreense          |
| Benfica          | 5 - 2     | Olhanense          |
| Belenenses       | 3 - 1     | Leixões            |
| Barreirense      | 0 - 0     | Vitória Setúbal    |
| Atlético CP      | 4 - 2     | Covilhã            |
| Académica        | 4 - 1     | Boavista           |

## Secondo turno
|                  | Risultato |                 |
| ---------------- | --------- | --------------- |
| Sporting Lisbona | 6 - 2     | Estoril Praia   |
| Portimonense     | 3 - 0     | Braga           |
| Oliveirense      | 2 - 1     | Académica       |
| Benfica          | 6 - 1     | O Elvas         |
| Belenenses       | 1 - 0     | CUF Barreiro    |
| Barreirense      | 1 - 0     | Porto           |
| Atlético CP      | 3 - 0     | Cova da Piedade |

## Quarti di finale
|                  | Risultato |              |
| ---------------- | --------- | ------------ |
| Sporting Lisbona | 6 - 1     | Portimonense |
| Benfica          | 2 - 1     | Atlético CP  |
| Belenenses       | 8 - 1     | Oliveirense  |
| Barreirense      | 2 - 0     | Marítimo     |

## Semifinali
|                  | Risultato |             |
| ---------------- | --------- | ----------- |
| Sporting Lisbona | 3 - 0     | Benfica     |
| Belenenses       | 5 - 1     | Barreirense |

## Finale
| Arbitro: | Libertino Domingues (Setúbal) |

|                       |           |                                     |
| Teixeira da Silva 52’ | Marcatori | 30’, 65’ Peyroteo 34’ (rig.) Albano |

| Belenenses | Sporting CP |

### Formazioni
| Belenenses         |   |                    |
|                    |   |                    |
| POR                | 1 | José Sério         |
| DIF                |   | Vasco Oliveira     |
| DIF                |   | Serafim Neves      |
| DIF                |   | António Figueiredo |
| DIF                |   | António Feliciano  |
| CEN                |   | António Nunes      |
| CEN                |   | Fernando Matos     |
| CEN                |   | Teixeira da Silva  |
| CEN                |   | António Castela    |
| ATT                |   | Pinto de Almeida   |
| ATT                |   | Artur Quaresma ()  |
| Sostituiti:        |   |                    |
| Allenatore:        |   |                    |
| Alejandro Scopelli |   |                    |

| Sporting Lisbona    |   |                   |
|                     |   |                   |
| POR                 | 1 | João Azevedo      |
| DIF                 |   | Juvenal Silva     |
| DIF                 |   | Álvaro Cardoso    |
| CEN                 |   | Manuel Marques () |
| CEN                 |   | Veríssimo Alves   |
| CEN                 |   | Carlos Canário    |
| ATT                 |   | Fernando Peyroteo |
| ATT                 |   | José Travassos    |
| ATT                 |   | Jesus Correia     |
| ATT                 |   | Manuel Vasques    |
| ATT                 |   | Albano            |
| Sostituiti:         |   |                   |
| Allenatore:         |   |                   |
| Cândido de Oliveira |   |                   |